# José Bernardino de Portugal e Castro
José Bernardino de Portugal e Castro, 12e comte de Vimioso et 5e marquis de Valença (20 mai 1780 - 26 février 1840) est un gentilhomme de la chambre royale, homme d'État, Grand-croix de l'ordre de Notre-Dame de l'Immaculée Conception de Vila Viçosa et commandant de l'Ordre du Christ, chevalier et ministre d'État, pair du royaume en 1826, brigadier, Premier ministre du Portugal pour un seul jour du 4 au 5 novembre 1836.
Il est ministre de la guerre du 6 décembre 1826 au 9 janvier 1827.